# Rue Roli
La rue Roli est une voie du 14e arrondissement de Paris, en France.

## Situation et accès
La rue Roli est une voie publique située dans le 14e arrondissement de Paris. Elle débute au 14, rue d'Arcueil et se termine au 9, rue de la Cité-Universitaire.

## Origine du nom

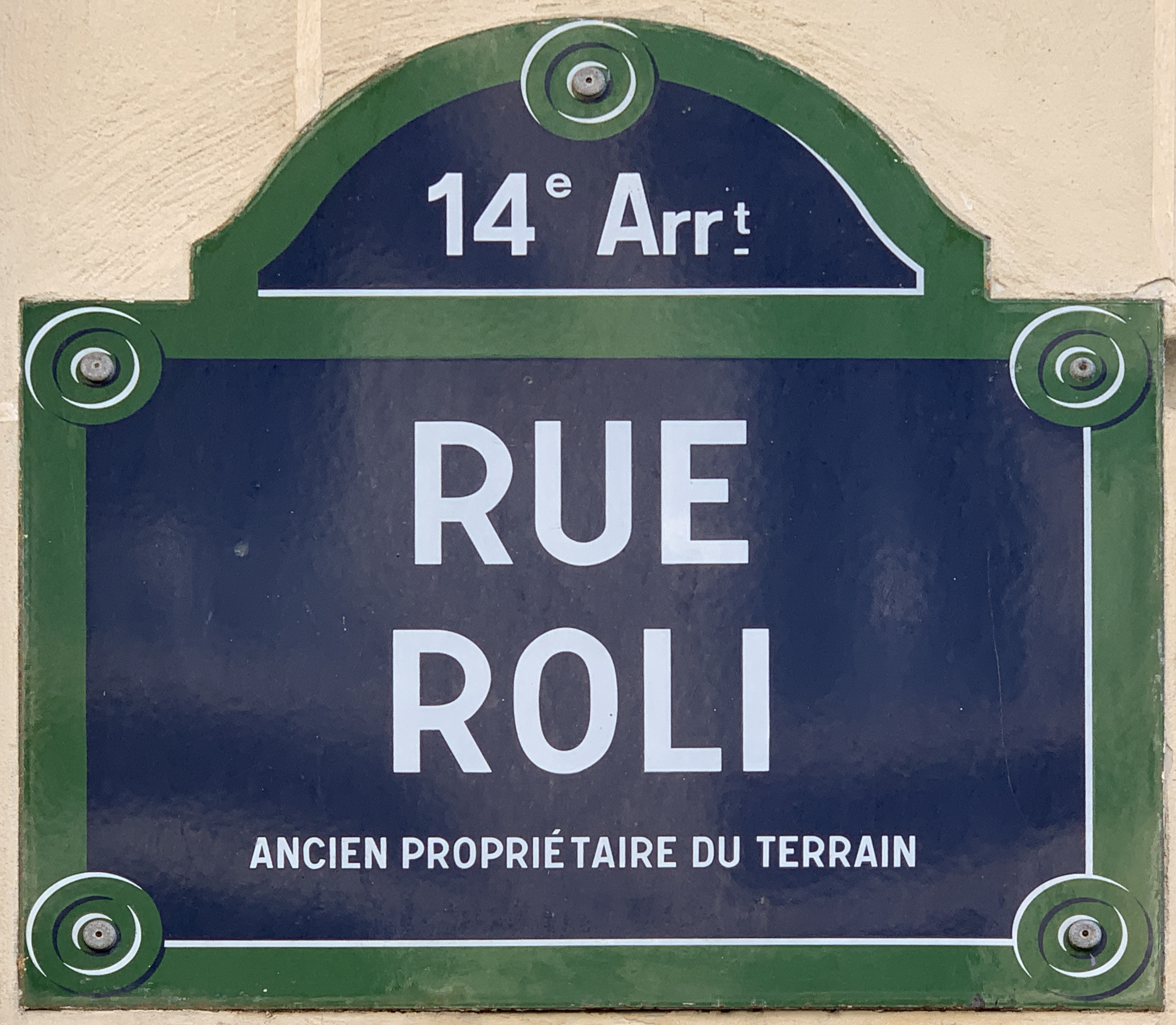
Plaque de la rue.

La rue tire son nom de celui d'un ancien propriétaire.

## Historique
Initialement appelée « impasse Robine », celle-ci, longue de 61 mètres, débouchait dans la rue d'Arcueil puis fut prolongée vers 1857, jusqu'à la rue Gazan.
Le révolutionnaire bolchevik, Lev Kamenev, a vécu au 11 de la rue Roli en 1908,.